# U 4000 – Panik unter dem Ozean
U 4000 – Panik unter dem Ozean (japanisch 緯度0大作戦, Ido Zero Daisakusen, wörtlich: „Die große Operation vom Breitengrad Null“; US-Titel: Latitude Zero) ist ein US-amerikanisch-japanischer Fantasyfilm aus dem Jahr 1969 der Tōhō. Regie führte Ishirō Honda (genannt auch Inoshiro Honda), Schöpfer des japanischen Filmmonsters Godzilla.
Das Drehbuch von Shin’ichi Sekizawa und Ted Sherdeman basiert lose auf Sherdemans Radiohörspielreihe Latitude Zero über Captain Craig McKenzie und seinem futuristischen U-Boot Omega von 1941.
Die Spezialeffekte besorgte Eiji Tsuburaya.

## Handlung
Bei der Erforschung des Cromwellstroms im Pazifik südlich von Neuguinea lässt das Forschungsschiff Fuji ein Mini-U-Boot ins Wasser. An Bord des U-Bootes befinden sich der Wissenschaftsoffizier Dr. Ken Tashiro aus Japan, der Forscher Jules Masson aus Frankreich sowie der Journalist Perry Lawton aus Amerika.
Als ein Unterwasservulkan ausbricht, wird die Besatzung vom Unterwasserboot Alpha gerettet. Craig McKenzie, der Kapitän der Alpha, bringt die drei Geretteten in die Unterwasserstadt Äquatoriana (im Original „Utopia“). Diese wird von Menschen verschiedener Nationalität bevölkert, die aus verschiedenen Epochen stammen und friedlich zum Wohl der Menschheit arbeiten. McKenzies Gegner Dr. Malic und dessen Geliebte Lucretia bedrohen mit ihrem U-Boot U 4000 (im Original Kurosame/Blackshark) die Unterwasserstadt und entführen den ein Strahlenschutzserum entwickelnden Wissenschaftler Okada, der die Stadt aufsuchen will, und dessen Tochter. Okada weigert sich, Malic zu Diensten zu sein und wird gezwungen bei der Tötung der Chinesin Kroiga, Malics rechte Hand im Kampf um die Weltmacht, zuzusehen. Während ihrer Rettungsmission kämpfen McKenzie und die Fuji-Besatzung gegen von Malic geschaffene Ungeheuer: Ein Mischwesen aus Löwe und Adler hat Malic mit dem Gehirn seiner U-Boot-Kapitänin Kroiga versehen. Letztendlich fällt Malic seinem Monster zum Opfer, Tashiro, Masson und Lawrence befreien Okada und MacKenzie sorgt für die explosive Vernichtung der U 4000 und von Malics Insel.

## Fassungen
Es wurden drei verschiedene Fassungen veröffentlicht: eine 89 Minuten lange für den japanischen, eine 105 Minuten lange für den US-Markt und eine 68-minütige Kurzfassung namens Kaitei Daisensō (海底大戦争, „Der große Krieg am Meeresgrund“), die 1974 auf dem Festival Tōhō Champion Matsuri gezeigt wurde. 2006 erschien in Japan eine Collectors Box.
In der US-Fassung fehlt das Filmende, das nach der Rettung des Wissenschaftlers zu erklären versucht, in was für einer Welt sich die „Fuji“-Besatzung befindet.

## Kritiken
„Ein aktionsbetonter Zukunftsfilm mit großem Trickaufwand, naiver Bilderbuchspannung und vielen Lächerlichkeiten.“

„Utopischer Farbfilm des Japaners Honda in einer eigenartigen Mischung von Gelungenem und Dilettantischem, aus dem man jedoch auch Politisches herausdestillieren könnte. Nur etwas für ganz Unentwegte mit ganz geringen Ansprüchen.“

„Ein infantiler Krakenquatsch, so blöd, daß man nicht mehr über ihn lachen kann.“

## Erstaufführungen
- Japan: 26. Juli 1969
- USA: 29. Juli 1969
- Deutschland: 3. April 1970